# 益阳号导弹护卫舰
“益阳”号导弹护卫舰（舷号548）简称“益阳”舰，是中国人民解放军海军第七艘054A型导弹护卫舰，可以单独或者协同海军其他兵力攻击敌水面舰艇及潜艇，具有较强的远程警戒和防空作战能力。益阳舰由黄埔造船厂于2006年开工建造，2009年4月3日命名，同年11月17日下水，2010年5月月底试航，同年10月26日入列，服役于东海舰队驱逐舰第六支队。益阳舰舰名取自湖南省益阳市，其入列命名授旗仪式于2010年10月26日在浙江省舟山市某军港举行。

## 历史
2010年4月，“益阳”号导弹护卫舰在某海域进行了一场由总部组织的联合对抗演练。益阳舰将厂家学习与出海训练相结合，于入列当年便完成全训，并于次年参加了“东联-2011”远海训练和“蓝鲸-2011”演练。
2012年4月22日至27日，“益阳”号导弹护卫舰与“哈尔滨”号导弹驱逐舰、“舟山”号导弹护卫舰等20多艘中国舰艇与“瓦良格”号导弹巡洋舰、“沙波什尼科夫海军元帅”号反潜舰等7艘俄罗斯舰艇在山东省青岛市附近海域举行了“海上联合-2012”中俄联合军事演习。

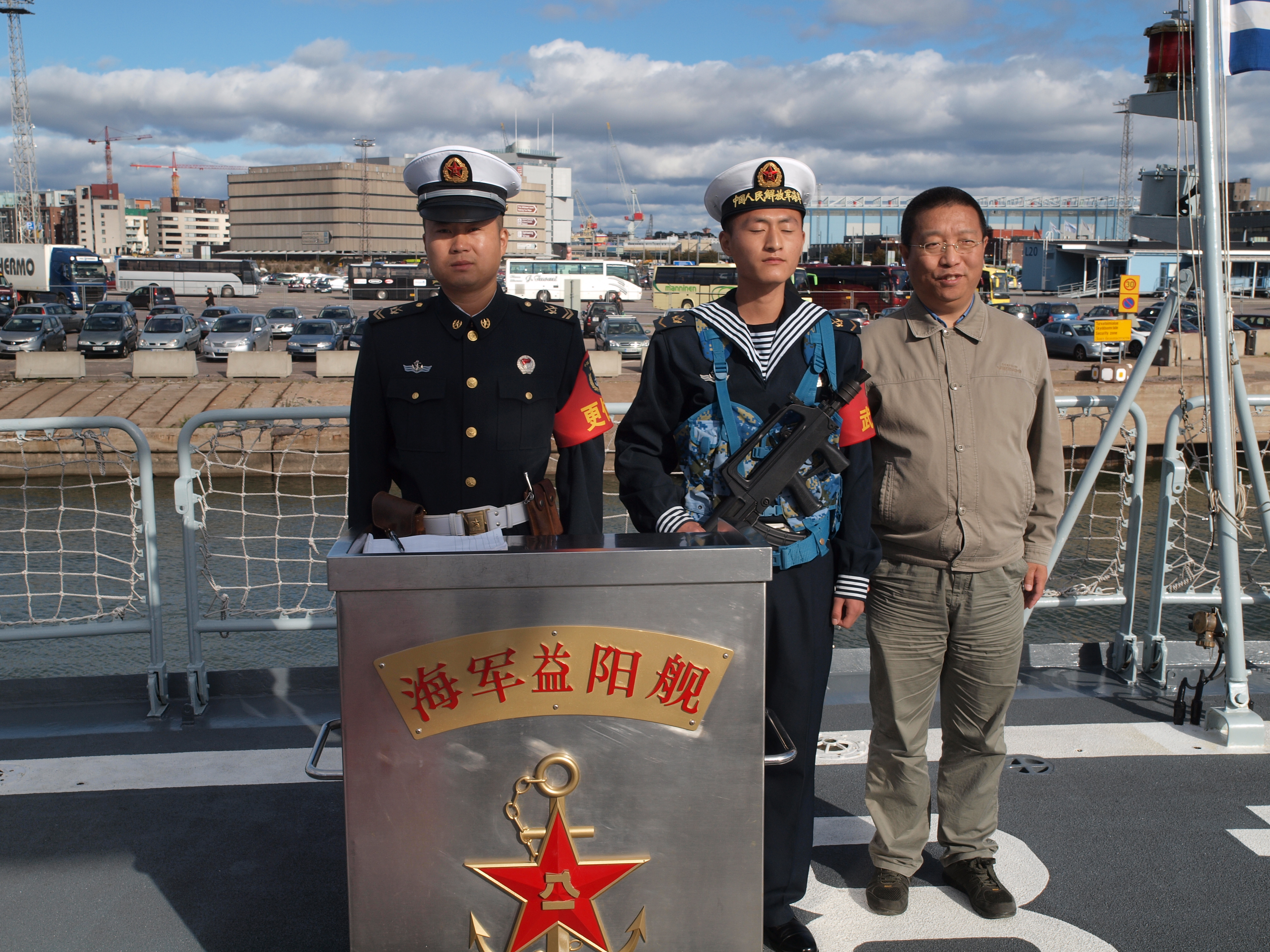
益阳号水手

2012年7月3日，“益阳”号导弹护卫舰、“常州”号导弹护卫舰及“千岛湖”号综合补给舰组成中国海军第十二批护航编队在浙江省舟山市某军港解缆起航，赶赴亚丁湾、索马里海域接替第十一批护航编队执行护航任务。该次护航历时201天，航程12449海里，编队完成46批204艘中外船舶护航任务，查证、驱离可疑船只35批62艘次，并访问澳大利亚、越南两国。益阳舰等于2013年1月19日返抵舟山市某军港。
2013年5月11日，纪念人民海军建立64周年舰艇开放暨第七届“海洋观教育日”活动在舟山市举行。“益阳”号导弹护卫舰等舰艇向公众开放参观。
2013年8月26日，“益阳”号导弹护卫舰及“常州”号导弹护卫舰组成解放军海军东海舰队舰艇编队从舟山市某军港起航，赴西太平洋海域开展例行性训练。期间，编队开展了战备巡逻、舰机协同、远海综合攻防及非战争军事行动等训练。9月10日，益阳舰等在完成历时16天的训练任务后，返回舟山市某军港。
2014年2月28日，“益阳”号导弹护卫舰与“长春”号导弹驱逐舰、“常州”号导弹护卫舰等组成东海舰队远海训练舰艇编队从舟山市某军港起航。3月7日，益阳舰等穿越巴士海峡进入西太平洋进行了高强度检验性训练。
2014年6月27日，福建省宁德市一渔船在钓鱼岛（日本称尖阁诸岛，下同）以北海域作业时进水沉没、人员落水。接到通报后，正在附近海域执行任务的“益阳”号导弹护卫舰和“三明”号导弹护卫舰全速赶赴事发海域，与东海救助局“东海救112”轮及过往船只共同救起5位落水渔民。
2014年9月21日，浙江省舟山市一渔船在釣魚台以北海域作業時進水沈沒、人員落水。接到通報後，“益陽”號飛彈護衛艦、東海救助局“東海救112”輪及臺灣海巡署“基隆”號巡防救難艦等兩國船艦前往該海域進行搜救並成功救起4位落水漁民。此為台灣與中國公務船首次在釣島海域合作救援中華人民共和國漁民。
2014年12月12日，“益阳”号导弹护卫舰、“泰州”号导弹驱逐舰、“郑州”号导弹驱逐舰、“舟山”号导弹护卫舰、“千岛湖”号综合补给舰及“北极星”号电子侦察船穿越宫古海峡进入西太平洋。
2015年11月7日，“益陽”號導彈護衛艦、“千岛湖”号综合补给舰及“濟南”號導彈驅逐艦與美國海軍舉行了為期六小時的聯合演習，這是中美首次在大西洋聯合軍演.此次演習在美國佛羅里達州梅波特港東南的大西洋海域進行,美方參演兵力為導彈驅逐艦“梅森”號和“斯托克”號，導彈巡洋艦“蒙特里”號。
2024年5月23日，益阳号在彭佳屿西北24浬进行联合利剑2024A演习，期间被中华民国海巡署下属宜兰舰对其采取广播驱离动作，但没有得到回应。